# Ти си моят живот (сериал)
„Ти си моят живот“ е романтичен комедиен сериал от Аржентина с над 200 епизода. В България е излъчван по „Нова телевизия“ и има огромен успех, особено сред младото поколение.

## Главни герои
- Мартин Кесада (Факундо Арана)
- Есперанса Муньос (Наталия Орейро)

## Сюжет
Внимание:  Текстът по-долу разкрива сюжета на произведението (или части от него)!
Есперанса (Орейро), по прякор Монита е боксьорка, а Кике е нейният годеник и мениджър. Те живеят в многоетажен блок в Ла Бока, заедно с майката на Кике. Един ден Монита започва да се оплаква от силни болки в ръката и след преглед при лекар се остановява, че тя няма да може да се боксира известно време. Когато Кике научава новината, той предизвиква скандал с годеницата си, защото е притеснен кой ще изкарва пари за ядене. Монита е принудена да си намери работа, за да издържа годеника си и майка му.
Другият главен герой, Мартин Кесада, е на с много по-добро соционално положение – влиятелен бизнесмен от заможно семейство и бивш автомобилен състезател. Наследява от баща си огромна строителна фирма, която превръща в империя. Но въпреки всичките си пари, Мартин не е щастлив. Той е останал вдовец и е спрял да се среща с жени. Дълбоко в сърцето си той чувства празнота и нужда от семейство, но въпреки това не задълбочава връзките си с жените.
Монита, убедена от своята приятелка и съседка Кимбърли, се явява за нтервю на работа в компанията на Мартин. На входа на сградата се осъществява съдбоносната среща между бъдещата двойка. макар и за част от секундата химията между тях се усеща. Следват много наситени с най-разнообразни чувства моменти, някои от тях много забавни, други не чак толкова....

## Излъчван в
| Държава     | Превод             | Телевизия      | Премиера         |
| ----------- | ------------------ | -------------- | ---------------- |
| Аржентина   | Sos Mi Vida        | Canal 13       | 16 януари 2006   |
| България    | Ти си моят живот   | Нова телевизия | 17 април 2007    |
| Словения    | Razigrani par      | POP TV         | 3 септември 2007 |
| Хърватия    | Začin života       | RTL Televizija |                  |
| Сърбия      |                    | RTV Pink       |                  |
| Гърция      |                    |                |                  |
| Словакия    | Rany z lásky       | TV Markíza     | 1 октомври 2007  |
| Словакия    | Rany z lásky       | TV Doma        | 14 юли 2010      |
| Унгария     | Te vagy az életem  | RTL Klub       | 10 юли 2006      |
| Белгия      | Martin en Monita   | Vitaya         |                  |
| Пуерто Рико | Eres Mi Vida       | Telemundo      | 19 ноември 2007  |
| Турция      | Aşk Meleğim        | Kanal D        | 8 януари 2007    |
| Полша       | Jesteś moim życiem | TV4            | 26 август 2006   |
| Русия       | Ты – моя жизнь     | Домашний       |                  |
| Чехия       | Jsi můj život      | TV Prima       | 9 март 2007      |

## В България
Сериалът е излъчван в България по Нова телевизия с дублаж на български език.
| Озвучаващи артисти | Силвия Русинова Антония Драгова Даниела Йорданова Силви Стоицов Стефан Димитриев Светозар Кокаланов |
| Преводачи          | Катя Диманова Мариета Борисова Венета Сиракова Евгения Савова Нина Генова Емилия Томова             |
| Редактор           | Райка Костакиева                                                                                    |
| Тонрежисьори       | Дора Маринова Михаил Михайлов Венцислав Велев Ивайло Начев                                          |